# カーリット
カーリット (Carlit) とは、過塩素酸アンモニウムを酸化剤とし、フェロシリコンと木粉を燃焼剤とする爆薬である。重油は結合剤として添加されている。
化学的に安定で自然分解しないという特徴がある。
カーリットの名前は発明者のスウェーデン人O・B・カールソンにちなむ。 
日本では成分の違いにより黒、紫、樺、藍、青等に分けられている。

## 成分
- 過塩素酸アンモニウム 75 %
- フェロシリコン（Si 90 %以上） 16 %
- 木粉 6 %
- 重油 3 %

※ 発明時の処方